# Alonso de Muriel

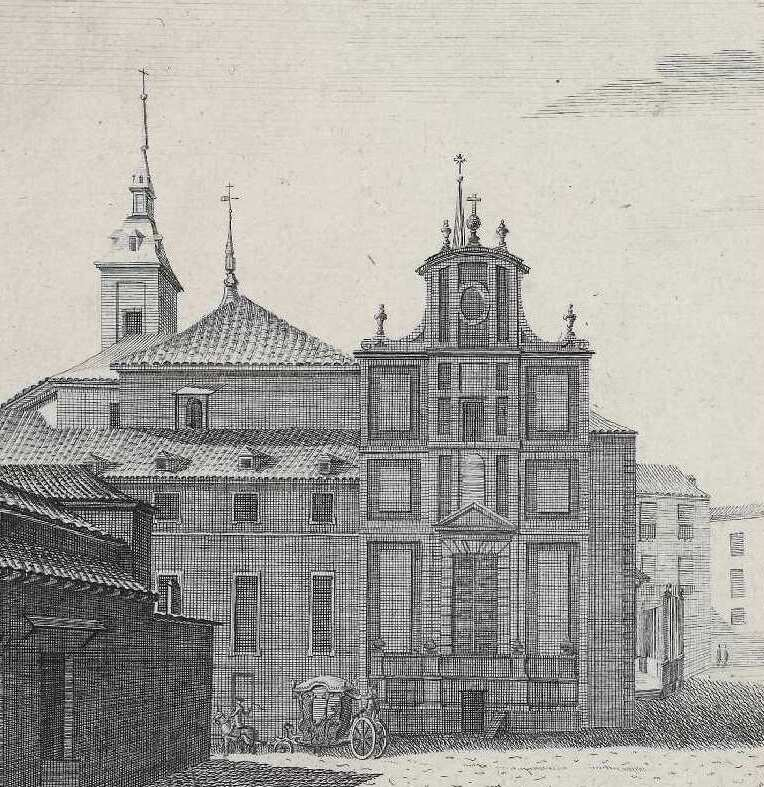
Vista del monasterio de San Martín de Madrid, de cuya capilla mayor fue patrono Alonso y en que fue enterrado.

Alonso de Muriel y Valdivieso, señor de Torrejón del Rey (Madrid, 8 de junio de 1553-íb. 22 de marzo de 1609) fue un noble y político castellano al servicio de Felipe II y Felipe III.

## Biografía
Fue hijo primogénito de los habidos del matrimonio formado por García Muriel y Petronila de Gibaja. Su padre era gentilhombre de Carlos I. Por parte paterna y materna pertenecía a antiguas familias de Madrid. Alonso tuvo al menos dos hermanos:
- Miguel de Muriel y Valdivieso, ayuda de cámara de Felipe III. Tuvo al menos una hija, Catalina de Muriel que casaría con Gabriel de Barrionuevo y Peralta, caballero de la orden de Santiago.
- García de Muriel y Valdivieso, gentilhombre de la Casa Real y militar que sirvió en Flandes. Casó con Elena Salcedo, con descendencia:
  - Luis de Muriel, caballero de la orden de Alcántara.
  - Alonso de Muriel Salcedo y Valdivieso, caballero de la orden de Calatrava.
  - García de Muriel Salcedo, caballero de la orden de Santiago.

Durante el reinado de Felipe II, se encontró en el entorno del príncipe Felipe (futuro Felipe III). Cuando se puso casa a este príncipe juró como primer ayuda de cámara. En esta posición, a finales del reinado de Felipe II, estuvo encargado  de la correspondencia del príncipe con su favorito Francisco de Sandoval, por entonces, V marqués de Denia (futuro I duque de Lerma y valido de Felipe III).  Tras la muerte de Felipe II seguiría siendo secretario de cámara del nuevo monarca Felipe III, desde el 29 de septiembre de 1598 sustituyendo a Juan Ruiz de Velasco que lo había sido de Felipe III. Conservó este puesto hasta 1601. Por entonces, Alonso era también secretario privado del flamante valido el ya duque de Lerma, formando parte de su círculo íntimo. En las cortes de Cataluña celebradas en junio de 1599 con motivo de la estancia de Felipe III en esa ciudad, Alonso sería solicitador en estas cortes.
Contrajo matrimonio con Catalina de Medina y Zarauz (-Madrid, 11 de febrero de 1611), del que no tuvieron sucesión. Residió en la plaza de San Martín de Madrid, en una casa identificada por Mesonero-Romanos y que aún se conservaba a mediados del siglo XIX según este autor.

En 1609 llegaría a ser nombrado secretario del Despacho Universal, aunque no llegó a ejercer esta función ya que murió el 22 de marzo de 1609 en Madrid. Fue enterrado en el lado del Evangelio de la capilla mayor de la iglesia y parroquia del monasterio de San Martín de la que era patrono. Se encontraba sepultado en un nicho tras una piedra con la siguiente inscripción: 
Aquí yace el muy noble caballero Alonso Muriel y Valdivieso, señor de la villa de Torrejón, secretario de la cámara del muy poderoso rey don Felipe III. Del cual fue muy amado por su lealtad y señalados servicios. Fundó esta capilla, y la dotó en 800 ducados, para que los religiosos de esta santa casa digan cada día una misa cantada y otra rezada por el descanso perpetuo de su alma. Falleció a 22 de marzo de 1600.